# Francesco di Cossé-Brissac (1585-1651)
Francesco di Cossé-Brissac, duca di Brissac (1585 – castello di Pouancé, 3 dicembre 1651), è stato un militare francese, marchese di Acigné, barone di La Guerche e Gran panettiere di Francia.

## Biografia
Gédéon Tallemant des Réaux lo fece protagonista di una delle sue storie, Il duca di Brissac.
Aveva sposato nel 1618 Giovanna di Schomberg, figlia di Enrico, maresciallo di Francia, ma la ripudiò a causa della sterilità di lei; sposò quindi in seconde nozze Guyonne.